# جون ل. استرادا
جون ل. استرادا (بالإنجليزية: John L. Estrada) (و. القرن 20  م) هو دبلوماسي من الولايات المتحدة الأمريكية ولد في ترينيداد وتوباغو.